# Giro di Sicilia 2023
Il Giro di Sicilia 2023, ventisettesima edizione della corsa, valida come prova dell'UCI Europe Tour 2023 categoria 2.1, si svolse in quattro tappe dall'11 al 14 aprile 2023 su un percorso di 718 km con partenza da Marsala e arrivo a Giarre, in Italia. La vittoria fu appannaggio del kazako Aleksej Lucenko, il quale completò il percorso in 16h55'50", alla media di 39,293 km/h, precedendo il sudafricano Louis Meintjes e l'italiano Vincenzo Albanese.
Sul traguardo di Giarre 121 ciclisti, su 166 partiti da Marsala, portarono a termine la competizione.

## Tappe
| Tappa  | Data      | Percorso                           | km  | Vincitore di tappa | Leader cl. generale |
| ------ | --------- | ---------------------------------- | --- | ------------------ | ------------------- |
| 1ª     | 11 aprile | Marsala > Agrigento                | 159 | Finn Fisher-Black  | Finn Fisher-Black   |
| 2ª     | 12 aprile | Canicattì > Vittoria               | 193 | Niccolò Bonifazio  | Finn Fisher-Black   |
| 3ª     | 13 aprile | Enna > Termini Imerese             | 150 | Joël Suter         | Finn Fisher-Black   |
| 4ª     | 14 aprile | Barcellona Pozzo di Gotto > Giarre | 216 | Aleksej Lucenko    | Aleksej Lucenko     |
| Totale | Totale    | Totale                             | 718 |                    |                     |

## Squadre e corridori partecipanti
Prevista la partecipazione di 25 squadre da 7 corridori ciascuna (per un totale di 175 iscritti): al via sono presenti cinque squadre di categoria UCI World Teams (Astana Qazaqstan Team, Bahrain Victorious, Intermarché-Circus-Wanty, Team Jayco AlUla, UAE Team Emirates), otto di categoria UCI ProTeam (Bingoal WB, Eolo-Kometa Cycling Team, Green Project-BardianiCSF-Faizanè, Human Powered Health, Q36.5 Pro Cycling Team, Team Corratec, Team Novo Nordisk, Tudor Pro Cycling Team), undici di categoria UCI Continental Teams (Beltrami TSA Tre Colli, Biesse-Carrera, D'Amico UM Tools, General Store-Essegibi-F.lli Curia, GW Shimano-Sidermec, MG.K Vis Colors for Peace, Sofer-Savini Due-OMZ, Team Colpack Ballan, Team Technipes #inEmiliaRomagna, Work Service-Vitalcare-Dynatek, Zalf Euromobil Fior) e la Nazionale Italiana.
| N.      | Cod. | Squadra                           |
| ------- | ---- | --------------------------------- |
| 1-7     | AST  | Astana Qazaqstan Team             |
| 11-17   | TBV  | Bahrain Victorious                |
| 21-27   | ICW  | Intermarché-Circus-Wanty          |
| 31-37   | JAY  | Team Jayco AlUla                  |
| 41-47   | UAD  | UAE Team Emirates                 |
| 51-57   | BWB  | Bingoal WB                        |
| 61-67   | EOK  | Eolo-Kometa Cycling Team          |
| 71-77   | GBF  | Green Project-BardianiCSF-Faizanè |
| 81-87   | HPM  | Human Powered Health              |
| 91-97   | Q36  | Q36.5 Pro Cycling Team            |
| 101-107 | COR  | Team Corratec                     |
| 111-117 | TNN  | Team Novo Nordisk                 |
| 121-127 | TOD  | Tudor Pro Cycling Team            |

| N.      | Cod. | Squadra                            |
| ------- | ---- | ---------------------------------- |
| 131-137 | ITA  | Italia                             |
| 141-147 | BTC  | Beltrami TSA Tre Colli             |
| 151-157 | BIE  | Biesse-Carrera                     |
| 161-167 | AZT  | D'Amico UM Tools                   |
| 171-177 | GEF  | General Store-Essegibi-F.lli Curia |
| 181-187 | DRA  | GW Shimano-Sidermec                |
| 191-197 | MGK  | MG.K Vis Colors for Peace          |
| 201-217 | SDA  | Sofer-Savini Due-OMZ               |
| 211-217 | CPK  | Team Colpack Ballan                |
| 221-227 | TER  | Team Technipes #inEmiliaRomagna    |
| 231-237 | IWD  | Work Service-Vitalcare-Dynatek     |
| 241-247 | ZEF  | Zalf Euromobil Fior                |

## Dettagli delle tappe

### 1ª tappa
- 11 aprile: Marsala > Agrigento – 159 km

Risultati
| Pos. | Corridore         | Squadra | Tempo    |
| ---- | ----------------- | ------- | -------- |
| 1    | Finn Fisher-Black | UAE     | 3h24'07" |
| 2    | Vincenzo Albanese | Eolo    | a 8"     |
| 3    | Diego Ulissi      | UAE     | s.t.     |

| Pos. | Corridore         | Squadra | Tempo    |
| ---- | ----------------- | ------- | -------- |
| 1    | Finn Fisher-Black | UAE     | 3h23'57" |
| 2    | Vincenzo Albanese | Eolo    | a 12"    |
| 3    | Diego Ulissi      | UAE     | a 14"    |

### 2ª tappa
- 12 aprile: Canicattì > Vittoria – 193 km

Risultati
| Pos. | Corridore         | Squadra     | Tempo    |
| ---- | ----------------- | ----------- | -------- |
| 1    | Niccolò Bonifazio | Intermarché | 4h28'37" |
| 2    | Vincenzo Albanese | Eolo        | s.t.     |
| 3    | Blake Quick       | Jayco       | s.t.     |

| Pos. | Corridore         | Squadra | Tempo    |
| ---- | ----------------- | ------- | -------- |
| 1    | Finn Fisher-Black | UAE     | 7h52'34" |
| 2    | Vincenzo Albanese | Eolo    | a 6"     |
| 3    | Diego Ulissi      | UAE     | a 14"    |

### 3ª tappa
- 13 aprile: Enna > Termini Imerese – 150 km

Risultati
| Pos. | Corridore        | Squadra     | Tempo    |
| ---- | ---------------- | ----------- | -------- |
| 1    | Joël Suter       | Tudor       | 3h33'14" |
| 2    | Filippo Fiorelli | Gr. Project | a 4"     |
| 3    | Elia Viviani     | Italia      | s.t.     |

| Pos. | Corridore         | Squadra | Tempo     |
| ---- | ----------------- | ------- | --------- |
| 1    | Finn Fisher-Black | UAE     | 11h25'52" |
| 2    | Vincenzo Albanese | Eolo    | a 6"      |
| 3    | Diego Ulissi      | UAE     | a 14"     |

### 4ª tappa
- 14 aprile: Barcellona Pozzo di Gotto > Giarre – 216 km

Risultati
| Pos. | Corridore         | Squadra     | Tempo    |
| ---- | ----------------- | ----------- | -------- |
| 1    | Aleksej Lucenko   | Astana      | 5h29'50" |
| 2    | Louis Meintjes    | Intermarché | a 40"    |
| 3    | Vincenzo Albanese | Eolo        | a 1'13"  |

| Pos. | Corridore         | Squadra     | Tempo     |
| ---- | ----------------- | ----------- | --------- |
| 1    | Aleksej Lucenko   | Astana      | 16h55'50" |
| 2    | Louis Meintjes    | Intermarché | a 44"     |
| 3    | Vincenzo Albanese | Eolo        | a 1'07"   |

## Evoluzione delle classifiche
| Tappa              | Vincitore          | Classifica generale Maglia rossa e gialla | Classifica a punti Maglia ciclamino | Classifica scalatori Maglia verde pistacchio | Classifica giovani Maglia bianca |
| ------------------ | ------------------ | ----------------------------------------- | ----------------------------------- | -------------------------------------------- | -------------------------------- |
| 1ª                 | Finn Fisher-Black  | Finn Fisher-Black                         | Finn Fisher-Black                   | Finn Fisher-Black                            | Finn Fisher-Black                |
| 2ª                 | Niccolò Bonifazio  | Finn Fisher-Black                         | Vincenzo Albanese                   | Michael Belleri                              | Finn Fisher-Black                |
| 3ª                 | Joël Suter         | Finn Fisher-Black                         | Vincenzo Albanese                   | Michael Belleri                              | Finn Fisher-Black                |
| 4ª                 | Aleksej Lucenko    | Aleksej Lucenko                           | Vincenzo Albanese                   | Alexis Guérin                                | Finn Fisher-Black                |
| Classifiche finali | Classifiche finali | Aleksej Lucenko                           | Vincenzo Albanese                   | Alexis Guérin                                | Finn Fisher-Black                |

Maglie indossate da altri ciclisti in caso di due o più maglie vinte
- Nella 2ª tappa Vincenzo Albanese ha indossato la maglia ciclamino al posto di Finn Fisher-Black e Michael Belleri ha indossato quella verde pistacchio al posto di Finn Fisher-Black.
- Nella 2ª e 3ª tappa Thomas Pesenti ha indossato la maglia bianca al posto di Finn Fisher-Black.
- Nella 4ª tappa Walter Calzoni ha indossato la maglia bianca al posto di Finn Fisher-Black.

## Classifiche finali

### Classifica generale - Maglia gialla e rossa
| Pos. | Corridore         | Squadra     | Tempo     |
| ---- | ----------------- | ----------- | --------- |
| 1    | Aleksej Lucenko   | Astana      | 16h55'50" |
| 2    | Louis Meintjes    | Intermarché | a 44"     |
| 3    | Vincenzo Albanese | Eolo        | a 1'07"   |
| 4    | Finn Fisher-Black | UAE         | s.t.      |
| 5    | Mark Donovan      | Q36.5       | a 1'20"   |
| 6    | Kobe Goossens     | Intermarché | a 1'21"   |
| 7    | Yannis Voisard    | Tudor       | a 1'23"   |
| 8    | Simone Petilli    | Intermarché | a 1'25"   |
| 9    | Rafał Majka       | UAE         | a 1'34"   |
| 10   | Damiano Caruso    | Bahrain     | a 3'02"   |

### Classifica a punti - Maglia ciclamino
| Pos. | Corridore         | Squadra     | Punti |
| ---- | ----------------- | ----------- | ----- |
| 1    | Vincenzo Albanese | Eolo        | 34    |
| 2    | Aleksej Lucenko   | Astana      | 18    |
| 3    | Filippo Fiorelli  | Gr. Project | 17    |
| 4    | Niccolò Bonifazio | Intermarché | 16    |
| 5    | Finn Fisher-Black | UAE         | 15    |

### Classifica scalatori - Maglia verde pistacchio
| Pos. | Corridore         | Squadra     | Punti |
| ---- | ----------------- | ----------- | ----- |
| 1    | Alexis Guérin     | Bingoal WB  | 34    |
| 2    | Aleksej Lucenko   | Astana      | 21    |
| 3    | Bart Lemmen       | Human       | 20    |
| 4    | Louis Meintjes    | Intermarché | 19    |
| 5    | Samuele Zoccarato | Gr. Project | 16    |

### Classifica giovani - Maglia bianca
| Pos. | Corridore          | Squadra     | Tempo     |
| ---- | ------------------ | ----------- | --------- |
| 1    | Finn Fisher-Black  | UAE         | 16h56'57" |
| 2    | Mark Donovan       | Q36.5       | a 13"     |
| 3    | Yannis Voisard     | Tudor       | a 16"     |
| 4    | Samuele Zoccarato  | Gr. Project | a 2'49"   |
| 5    | Gianmarco Garofoli | Astana      | a 7'02"   |